# Торбест опосум
Торбестият опосум (Didelphis marsupialis“ e вид опосум от семейство Didelphidae. Видът обитава обширни райони от Мексико до Боливия включително и Тринидад и Тобаго и острови от Малката Антилска група на надморска височина до 2000 m.
Представителите на вида са с големина приблизително колкото домашна котка. Опашката е тънка и гола с дължина около 50 cm. Има 50 зъба. Торбестият опосум е нощно животно, а през деня прекарва в сън в хралупи по дърветата. Храни се с плодове, червеи, жаби и насекоми, често и птици и техните яйца. Опосумите са умели катерачи изградили това умение с цел достигане до плодове по дърветата.
Когато опосумът се чувства заплашен отделя лошо миришещ секрет. Женските раждат по около 50 малки, но до зърната се залавят 13 от тях. От засукалите малки отглеждат по 5 - 9 от тях, 1 до 3 пъти годишно. Новородените прекарват първите два месеца в кожната торба на майката, където сучат и нарастват и остават зависими от нея до четвъртия си месец. В някои случаи малките остават в гнездото, докато майката търси храна. Мъжките не вземат участие в отглеждането на малките. Торбестият опосум живее на свобода до около 2,5-годишна възраст.
На Антилите опосумите биват ловувани и консумирани от местното население. На 17 февруари 1989 г. френското правителство забранява убиването им.
Съществуват твърдения, че подобно на броненосеца и други тропически животни опосуми от този вид се придвижват на север към САЩ в търсене на нови местообитания.